# Marc Serrahima
Pour les articles homonymes, voir Serrahima.
Marc Serrahima Castellà est un joueur de hockey sur gazon espagnol évoluant au poste de défenseur au HGC et avec l'équipe nationale espagnole.

## Biographie
- Ses quatre frères et sœurs plus jeunes (Mariona, Anna, Berta, Oriol) sont également des joueurs professionnels de hockey sur gazon.

## Carrière
- Débuts en équipe nationale première en juin 2017 à Barcelone lors d'un double match amical contre la Belgique[1],[2].